# Diego María Gómez Tamayo
Diego María Gómez Tamayo  (Aranzazu, 16 de abril de 1891-Pereira, 2 de septiembre de 1971) fue un prelado católico colombiano, que se desempeñó como quinto arzobispo de Popayán y obispo de Pasto. 

## Biografía
Nació el 16 de abril de 1891 en Aranzazu en el departamento de Caldas, en un hogar formado por Diego Gómez y Rosa Tamayo.
Inició su formación sacerdotal  en el seminario Mayor de Manizales en 1903.

### Sacerdocio
Fue ordenado sacerdote el 25 de marzo de 1915 por el entonces obispo de  Manizales Gregorio Nacianceno Hoyos.
Fue sacerdote coadjutor de la parroquia de Neira. En 1918 es nombrado  párroco de Santa Rosa de Cabal  hasta 1931, cuando es nombrado Rector del Seminario de Manizales.  En 1933 fue designado como Vicario General de la Diócesis de Manizales.

## Episcopado
El 1 de febrero de 1934 es designado por el Papa Pío XII como Obispo de la Diócesis de Pasto.
Fue ordenado obispo el 6 de mayo de 1934, en la Catedral de Manizales por el entonces nuncio apostólico en Colombia Paulo Giobbe.  
Tomó posesión de la sede de Pasto, el día 23 de mayo de 1934.

### Arzobispo de Popayán
El 22 de abril de 1944, fue nombrado arzobispo metropolitano de Popayán. Durante su mandato fundó la Congregación Religiosa de la Siervas de la Madre de Dios. En 1964 por motivos de edad renunció a la sede metropolitana y se retiró al municipio de Toro, en el departamento del Valle.

### Fallecimiento
Murió en  Pereira el 2 de septiembre de 1971.

## Premios y distinciones
- Doctor honoris causa por la Universidad del Cauca.
- Orden de Boyacá (Cruz de Oficial)[3]